# NGC 3095
NGC 3095 is een balkspiraalstelsel in het sterrenbeeld Luchtpomp. Het hemelobject werd op 16 februari 1836 ontdekt door de Britse astronoom John Herschel.

## Synoniemen
- ESO 435-26
- MCG -5-24-16
- UGCA 192
- AM 0957-311
- IRAS 09578-3118
- PGC 28919